# Wybory prezydenckie w Stanach Zjednoczonych w 1856 roku

Mapa wyborcza Stanów Zjednoczonych w 1856 roku. Liczba na mapie określa liczbę przedstawicieli stanu w Kolegium Elektorów

Wybory prezydenckie w Stanach Zjednoczonych w 1856 roku – osiemnaste wybory prezydenckie w historii Stanów Zjednoczonych. Na urząd prezydenta wybrano Jamesa Buchanana, a wiceprezydentem został John Cabell Breckinridge.

## Kampania wyborcza
Kampania wyborcza w 1856 roku odbywała się w cieniu wydarzeń z Kansas, które miały miejsce w latach 1854-1856 i ich konsekwencji. Od 1854 roku Kansas zaczęło być kolonizowane, co zrodziło obawy czy będzie ono stanem niewolniczym czy wolnym. Rok później wybrano tam parlament stanowy i gubernatora, z siedzibą w Shawnee, sprzyjających niewolnictwu. Uważając wybory za nielegalne, abolicjoniści wybrali ponownie władze stanowe w Topece. W 1856 doszło do rozruchów i powstań w wyniku których zginęło ponad 200 osób. W kontekście tych wydarzeń miały miejsce także liczne przemówienia w Kongresie. 22 maja abolicjonistyczny senator Charles Sumner został dotkliwie pobity przez kongresmana Prestona Brooksa. Wydarzenia w Senacie sprawiły, że Partia Demokratyczna znacznie straciła w wyborach parlamentarnych i była podzielona przed wyborami prezydenckimi. W czerwcu 1856 roku zwołali konwencję w Cincinnati, gdzie wysunięto kandydaturę Jamesa Buchanana. Pomimo że od początku był faworytem, wymaganą większość 2/3 uzyskał dopiero w siedemnastym głosowaniu. Nominację wiceprezydencką otrzymał John Breckinridge. Buchanan w kampanii prezentował stanowisko przeciwne abolicjonizmowi. Głównym konkurentem Partii Demokratycznej była wówczas Partia Republikańska, która powstała z nieistniejącej już Partii Wigów, ruchu Wolnej Ziemi i byłych demokratów. Ich kandydatem na prezydenta został podróżnik i odkrywca Zachodu – John Frémont. Był on zdecydowanym przeciwnikiem niewolnictwa, a jego hasło wyborcze brzmiało: „Free soil, free speech, free man and Frémont” (ang. „Wolna ziemia, wolna mowa, wolni ludzie i Frémont”). Swojego kandydata wystawiła także Partia Amerykańska, którym został były prezydent Millard Fillmore.

## Kandydaci

### Partia Demokratyczna

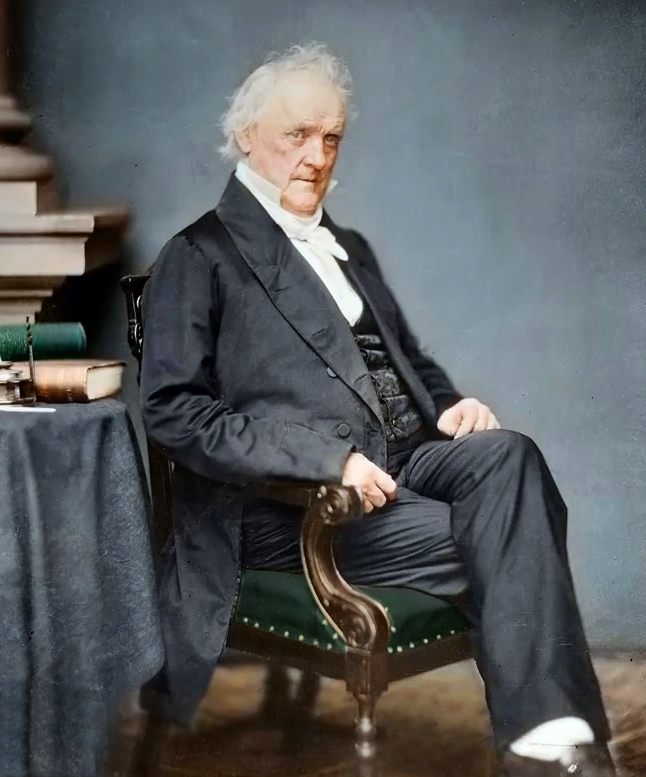
James Buchanan
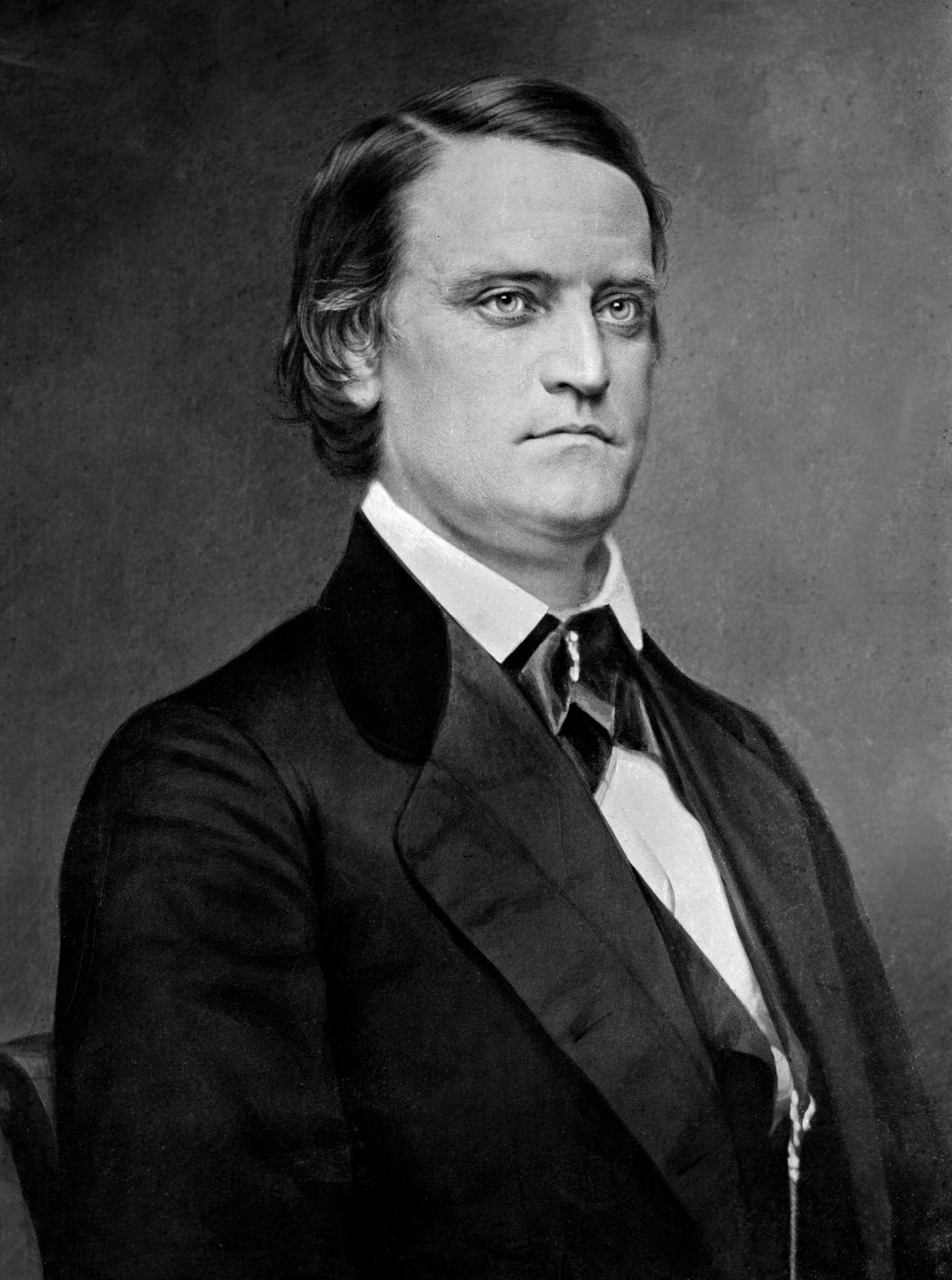
John Cabell Breckinridge

### Partia Republikańska

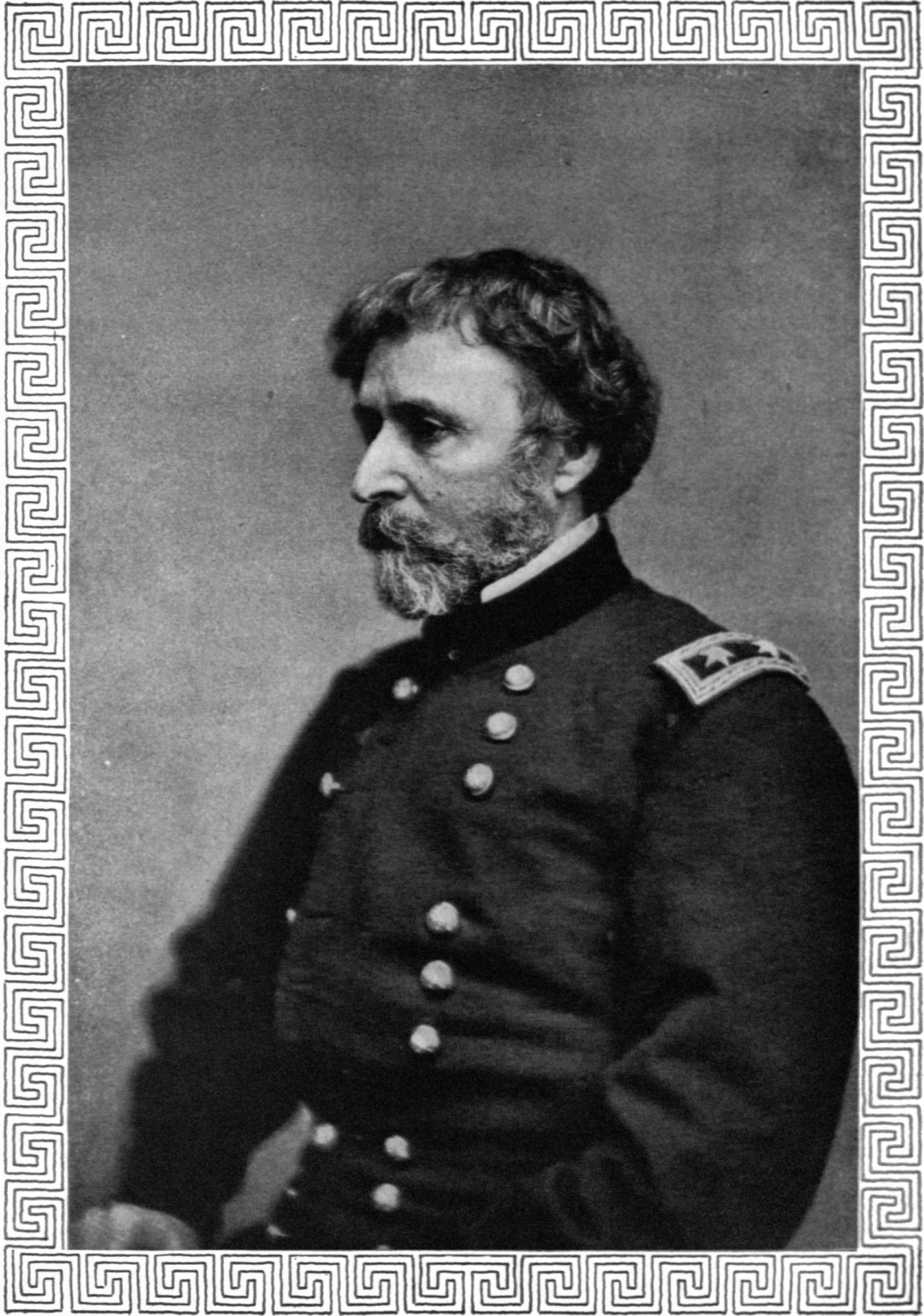
John Frémont
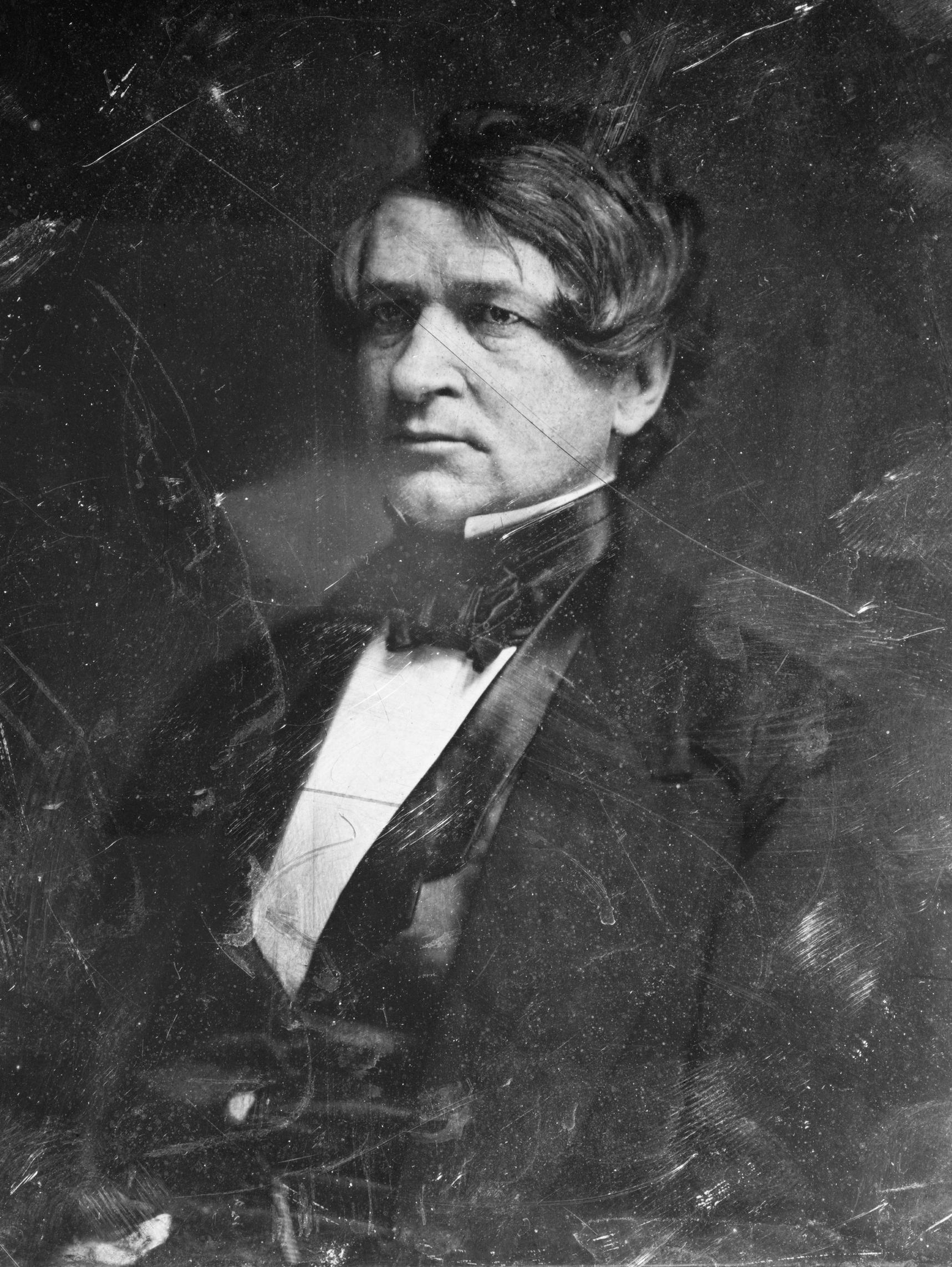
William Lewis Dayton

### Partia Nic Niewiedzących

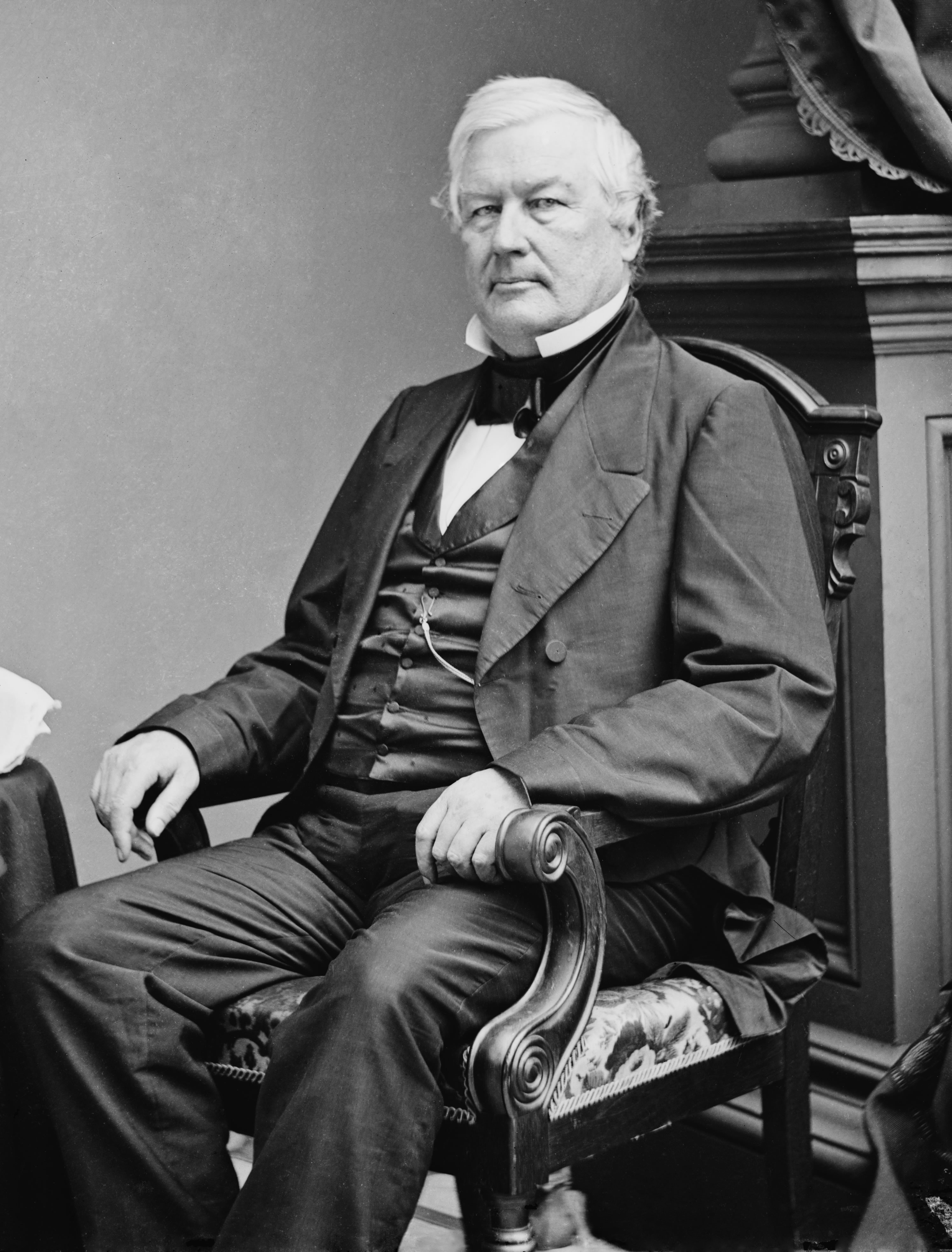
Millard Fillmore
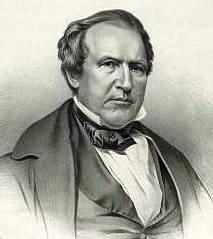
Andrew Jackson Donelson

## Wyniki głosowania
Głosowanie powszechne odbyło się 4 listopada 1856. Buchanan uzyskał 45,3% poparcia, wobec 33,1% dla Frémonta i 21,5% dla Fillmore’a. Ponadto, około 3500 głosów oddano na niezależnych elektorów, głosujących na innych kandydatów. Frekwencja wyniosła 78,9%. W głosowaniu Kolegium Elektorów (zatwierdzonym 11 lutego 1857) Buchanan uzyskał 174 głosy, przy wymaganej większości 149 głosów. Na Frémonta zagłosowało 114 elektorów, a na Fillmore’a – 8. W głosowaniu wiceprezydenckim zwyciężył John Breckinridge, uzyskując 174 głosy. William Lewis Dayton uzyskał 114, a Andrew Jackson Donelson 8 głosów.
James Buchanan został zaprzysiężony 4 marca 1857 roku.
| Kandydat na prezydenta | Partia                   | Głosowanie powszechne | Głosowanie powszechne | Kolegium Elektorów |
| Kandydat na prezydenta | Partia                   | Głosy                 | Procent               | Kolegium Elektorów |
| ---------------------- | ------------------------ | --------------------- | --------------------- | ------------------ |
| James Buchanan         | Partia Demokratyczna     | 1 836 072             | 45,3%                 | 174                |
| John Frémont           | Partia Republikańska     | 1 342 345             | 33,1%                 | 114                |
| Millard Fillmore       | Partia Nic Niewiedzących | 873 053               | 21,5%                 | 8                  |
| Łącznie                | Łącznie                  | Łącznie               | Łącznie               | 296                |

| Kandydat na wiceprezydenta | Partia                   | Kolegium Elektorów |
| -------------------------- | ------------------------ | ------------------ |
| John Breckinridge          | Partia Demokratyczna     | 174                |
| William Dayton             | Partia Republikańska     | 114                |
| Andrew Donelson            | Partia Nic Niewiedzących | 8                  |
| Łącznie                    | Łącznie                  | 296                |